# Сурм'як Роксолана Зеновіївна
Роксолана Зеновіївна Сурм'як (нар. 25 липня 1990, м. Дніпропетровськ, нині Дніпро, Україна) — українська літераторка. Дочка Олени Сурм'як-Козаренко. Членкиня літературного об’єднання при обласному осередку Національної спілки письменників України.

## Життєпис
Роксолана Сурм'як народилася 25 липня 1990 року в місті Дніпропетровськ, нині Дніпро, Дніпропетровської области України.
Закінчила Бучацьку гімназію (2006) та музичну школу, факультет іноземних мов Тернопільського національного педагогічного університету (2011), факультет іноземних мов Лодзького університету (2013).
З 1992 року — в с. Трибухівці Бучацького району.

## Доробок
Авторка книг поезій «В кетягах калини», «Словом вмита душа» (2003), «Зі мною»; віршів у ЗМІ.
Друкувалась в газетах «Нова доба», «Вільне життя», «Свобода», «Сільські вісті», літературних альманахах «Перші ластівки», «Подільська толока». Перекладачка книги «Храм душі. Костел Успіння пресвятої Богородиці».
У 2005 році репрезентувала творчість українських дітей у галузі літератури на святкування Дня Незалежності України в Канаді.

## Нагороди та відзнаки
- дипломантка обласного літературного конкурсу «Голос серця»;
- лауреатка всеукраїнського конкурсу дитячої творчості «Зелена планета» в номінації «Авторська поезія»;
- переможниця 
  - міжнародного фестивалю-конкурсу дитячої творчости «Чарівна книжка»,
  - міжнародного конкурсу українсько-канадського Фонду ім. Калнишевського,
  - всеукраїнського конкурсу творчих робіт «Вчитель — моє покликання».